# Wendy Turnbull
Wendy Turnbull MBE (Brisbane, 26 de novembro de 1952) é uma ex-tenista profissional australiana, conhecida por ser uma especialista em duplas.

## Grand Slam finais

### Simples: 3 (0 títulos, 3 vices)
| Posição | Ano  | Campeonato          | Piso   | Oponente        | Placar      |
| ------- | ---- | ------------------- | ------ | --------------- | ----------- |
| Vice    | 1977 | US Open             | Saibro | Chris Evert     | 7–6(3), 6–2 |
| Vice    | 1979 | Roland Garros       | Saibro | Chris Evert     | 6–2, 6–0    |
| Vice    | 1980 | Aberto da Austrália | Grama  | Hana Mandlíková | 6–0, 7–5    |

### Duplas: 15 (4 títulos, 11 vices)
| Posição | Ano  | Campeonato          | Piso   | Parceira            | Oponentes                            | Placar               |
| ------- | ---- | ------------------- | ------ | ------------------- | ------------------------------------ | -------------------- |
| Campeã  | 1978 | Wimbledon           | Grama  | Kerry Melville Reid | Mima Jaušovec Virginia Ruzici        | 4–6, 9–8(12–10), 6–3 |
| Vice    | 1978 | US Open             | Duro   | Kerry Melville Reid | Billie Jean King Martina Navrátilová | 7–6, 6–4             |
| Campeã  | 1979 | Roland Garros       | Saibro | Betty Stöve         | Françoise Dürr Virginia Wade         | 3–6, 7–5, 6–4        |
| Vice    | 1979 | Wimbledon           | Grama  | Betty Stöve         | Billie Jean King Martina Navrátilová | 5–7, 6–3, 6–2        |
| Campeã  | 1979 | US Open             | Duro   | Betty Stöve         | Billie Jean King Martina Navrátilová | 7–5, 6–3             |
| Vice    | 1980 | Wimbledon           | Grama  | Rosie Casals        | Kathy Jordan Anne Smith              | 4–6, 7–5, 6–1        |
| Vice    | 1981 | US Open             | Duro   | Rosie Casals        | Kathy Jordan Anne Smith              | 6–3, 6–3             |
| Vice    | 1982 | Roland Garros       | Saibro | Rosie Casals        | Martina Navratilova Anne Smith       | 6–3, 6–4             |
| Campeã  | 1982 | US Open             | Duro   | Rosie Casals        | Barbara Potter Sharon Walsh          | 6–4, 6–4             |
| Vice    | 1983 | Wimbledon           | Grama  | Rosie Casals        | Martina Navratilova Pam Shriver      | 6–2, 6–2             |
| Vice    | 1983 | Aberto da Austrália | Grama  | Anne Hobbs          | Martina Navratilova Pam Shriver      | 6–4, 6–7, 6–2        |
| Vice    | 1984 | US Open             | Duro   | Anne Hobbs          | Martina Navratilova Pam Shriver      | 6–2, 6–4             |
| Vice    | 1986 | Wimbledon           | Grama  | Hana Mandlíková     | Martina Navratilova Pam Shriver      | 6–1, 6–3             |
| Vice    | 1986 | US Open             | Duro   | Hana Mandlíková     | Martina Navratilova Pam Shriver      | 6–4, 3–6, 6–3        |
| Vice    | 1988 | Aberto da Austrália | Duro   | Chris Evert         | Martina Navratilova Pam Shriver      | 6–0, 7–5             |

### Duplas Mistas: 6 (5 títulos, 1 vices)
| Posição | Ano  | Campeonato    | Piso   | Parceiro      | Oponentes                     | Placar              |
| ------- | ---- | ------------- | ------ | ------------- | ----------------------------- | ------------------- |
| Campeã  | 1979 | Roland Garros | Saibro | Bob Hewitt    | Virginia Ruzici Ion Ţiriac    | 6–3, 2–6, 6–3       |
| Campeã  | 1980 | US Open       | Duro   | Marty Riessen | Betty Stöve Frew McMillan     | 7–5, 6–2            |
| Campeã  | 1982 | Roland Garros | Saibro | John Lloyd    | Claudia Monteiro Cássio Motta | 6–2, 7–6            |
| Vice    | 1982 | Wimbledon     | Grama  | John Lloyd    | Anne Smith Kevin Curren       | 2–6, 6–3, 7–5       |
| Campeã  | 1983 | Wimbledon     | Grama  | John Lloyd    | Billie Jean King Steve Denton | 6–7(5), 7–6(5), 7–5 |
| Campeã  | 1984 | Wimbledon     | Grama  | John Lloyd    | Kathy Jordan Steve Denton     | 6–3, 6–3            |

## Olimpíadas

### Duplas
| Posição | Ano  | Local | Piso | Parceira         | Oponentes | Placar    |
| ------- | ---- | ----- | ---- | ---------------- | --------- | --------- |
| Bronze  | 1988 | Seul  | Duro | Elizabeth Smylie | -         | Não Houve |

Nota: Smylie e Turnbull perderam nas semi-finais para Pam Shriver e Zina Garrison 7-6(5), 6-4. E em 1988, não houve decisão do 3° lugar.

## WTA finals

### Duplas: 2 (1 título, 1 vice)
| Posição | Ano  | Local         | Piso        | Parceira        | Oponentes                            | Placar           |
| ------- | ---- | ------------- | ----------- | --------------- | ------------------------------------ | ---------------- |
| Vice    | 1980 | New York City | Carpete (I) | Rosemary Casals | Billie Jean King Martina Navrátilová | 6–3, 4–6, 6–3    |
| Campeã  | 1986 | New York City | Carpete (I) | Hana Mandlíková | Claudia Kohde-Kilsch Helena Suková   | 6–4, 6–7(4), 6–3 |